# Provincie Imperia
Imperia (Provincia di Imperia) je provincie v oblasti Ligurie. Sousedí na severu s provincií Cuneo, na východě s provincií Savona a na západě s Francií. Na jihu její břehy omývá Ligurské moře.

## Okolní provincie
| Růžice kompasu |                   | Cuneo |        | Růžice kompasu |
| Růžice kompasu |                   | Sever | Savona | Růžice kompasu |
| Růžice kompasu | Provincie Imperia |       | Savona | Růžice kompasu |
| Růžice kompasu | Jih               |       | Savona | Růžice kompasu |
| Růžice kompasu |                   |       |        | Růžice kompasu |